# Vornamengentile
Vornamengentile est le terme qui désigne une notion due au linguiste allemand Helmut Rix qui a établi une typologie des cognomina étrusques.

## Histoire
En 1963 H. Rix s’aperçut qu’une catégorie de cognomina était semblable à des gentilices étrusques, caractérisés par la terminaison « -na ou -ni » et qui n’apparaissaient qu’après des gentilices eux-mêmes identiques à des prénoms, comme ane, afle, cai, larce ou petru, et baptisa ces derniers Vornamengentilizia'.
Le phénomène linguistique est limité à la période hellénistique étrusque et à l’Étrurie septentrionale (Pérouse). 
Ces nomina ne se diffusèrent à grande échelle qu’à partir de la première moitié du IIe siècle av. J.-C.
Les Vornamengentilizia doivent désigner d’anciens dépendants  comme les sources littéraires, (Jacques Heurgon et S. Mazzarino), évoquent l’existence en Étrurie de formes de dépendance différentes de l'esclavage.

« L’Étrurie aurait connu un prolétariat agraire, astreint, en échange de certaines garanties contre la violence et l’éviction, au travail des champs et au service militaire »

— Jacques Heurgon L’État étrusque, Historia, 6, 1957, p. 70-74
Un texte de Denys d'Halicarnasse nomme ces dépendants les pénestes qui ont revendiqué et obtenu l’égalité politique. 
H. Rix proposa de faire des porteurs de Vornamengentilizia les descendants des pénestes émancipés et leurs descendants, devenus citoyens et qui durent se doter d’un gentilice : ils prirent donc comme nom de famille l’ancien nom personnel de leur aïeul.

## La théorie
La théorie de Rix tient en trois points :
1. Les porteurs de Vornamengentilizia seraient les descendants de dépendants émancipés, qui auraient adopté le nom individuel de leurs aïeux comme gentilice.
2. La coïncidence chronologique avec les inscriptions de lautni et les parentés onomastiques entre les deux catégories font supposer que les porteurs de Vornamengentilizia sont les descendants d’esclaves affranchis.
3. Le cognomen des porteurs de Vornamengentilizia signalait la relation entretenue avec la famille de l’ancien maître.

## Différence du système onomastique entre l'Étrurie et Rome
Il existe une différence fondamentale entre les systèmes onomastiques de l’affranchissement en Étrurie et à Rome.
En Étrurie, le dépendant émancipé garde un nom unique : s’il est libre, il n’est pas intégré à la citoyenneté. C’est uniquement à la génération suivante que son fils a le droit de prendre une formule onomastique double et qu’il devient citoyen.
À Rome, le libertus prend le gentilice de son ancien maître et adopte pour cognomen son ancien nom individuel et est citoyen de plein droit.
Dans les deux cas, les affranchis ne s’intégraient que difficilement aux sociétés locales.

## Sources
- « Les Porteurs de Vornamengentilizia à Pérouse », Clara Berrendonner, Université de Paris I-Panthéon-Sorbonne (voir lien externe)